# アメリカ合衆国国務次官（民間安全保障・民主主義・人権担当）
アメリカ合衆国において、国務次官（民間安全保障・民主主義・人権担当） (こくむじかん（みんかんあんぜんほしょう・みんしゅしゅぎ・じんけんたんとう）、Under Secretary of State for Civilian Security, Democracy, and Human Rights) は、アメリカ合衆国国務省における役職の1つ。民間安全保障に対する脅威の予防および対抗を職責とする。
もともとは国務省参事官であったが、1994年4月30日に国務次官（地球規模問題担当）へ改称。その後2005年7月30日、担当範囲に世界の民主化問題を含ませ、名称を国務次官（民主主義・地球規模問題担当）に変更した。さらに2012年に、現在の役職名に変更された。

## 歴代次官[3]
| # | 氏名                               | 氏名                               | 任命           | 在任期間       | 在任期間       | 備考    |
| # | 氏名                               | 氏名                               | 任命           | 着任           | 退任           | 備考    |
| - | ---------------------------------- | ---------------------------------- | -------------- | -------------- | -------------- | ------- |
| 1 | ティモシー・エンディコット・ワース | ティモシー・エンディコット・ワース | 1994年4月30日  | 1994年5月12日  | 1997年12月23日 | [ # 1 ] |
| 2 | フランク・E・ロイ                  | フランク・E・ロイ                  | 1998年10月22日 | 1998年10月26日 | 2001年1月20日  |         |
| 3 | ポーラ・ジョン・ドブリアンスキー   | ポーラ・ジョン・ドブリアンスキー   | 2001年4月30日  | 2001年5月1日   | 2009年1月20日  |         |
| 4 | マリア・オテロ                     | マリア・オテロ                     | 2009年8月7日   | 2009年8月11日  | 2013年2月4日   |         |
| 5 | サラ・シューアル                   | サラ・シューアル                   | 2014年2月11日  | 2014年2月20日  | 2017年1月20日  |         |
| 6 | ウズラ・ゼヤ                       | ウズラ・ゼヤ                       | 2021年7月13日  | 2021年7月14日  | 現職           |         |